# Netro
Netro (Netro in piemontese) è un comune italiano di 912 abitanti della provincia di Biella in Piemonte, situato nell'alta Valle Elvo.

## Geografia fisica
Netro è situata a circa 12 chilometri a sud-ovest del capoluogo, sul lato est della Serra Morenica di Ivrea che separa il Canavese dal Biellese. Il territorio del comune copre una superficie di 12,63 km², con un'altitudine di 606 m s.l.m.
I suoi confini hanno una forma grosso modo triangolare che presenta un vertice settentrionale alle falde del Mombarone e una base disposta in senso est-ovest lungo il corso dell'Ingagna. Nei pressi del confine con i comuni di Mongrando e di Graglia questo corso d'acqua è sbarrato da una diga che forma l'omonimo lago.

Le principali frazioni sono Castellazzo, Colla e Bossola, quest'ultima situata a 956 m sulla strada provinciale 512 Tracciolino, da cui si ha una notevole vista sulla Pianura Padana.
 Si trova a 2 km dal Santuario di Graglia e sul percorso storico del Cammino di Oropa.

## Storia
Il nome Netro deriverebbe dal nome celtico Neostro, ultimo luogo di difesa; qui infatti si rifugiarono i Celti durante l'ultima lotta coi romani. I primi documenti attestanti l'esistenza di Netro risalgono però solo al XII secolo, quando il vescovo di Vercelli Uguccione infeudò il paese ai Recagno.
Già nel secolo XIII i Recagno sono in decadenza e il feudo passa ai nobili De Netro, che nel 1339 a loro volta cederanno il feudo al vescovo Lombardo della Torre.
Mutato il quadro politico con la dedizione di Biella ai Savoia (1379), il 10 dicembre 1404 gli uomini di Netro addivennero a una dedizione a favore della potente famiglia degli Avogadro di Cerrione, che il giorno successivo presentarono a nome di Netro il giuramento di fedeltà ai Savoia.
Ad inizio Novecento i nettesi Ernesto e Colombo Rubino fondarono le Officine Rubino, attive nella produzione di strumenti agricoli in ferro e, nel corso della Grande Guerra, convertiti alla produzione militare. Ernesto Rubino divenne Cavaliere del Lavoro, ebbe funzioni nei consigli d'amministrazione di varie società del territorio biellese e fu tra i soci fondatori delle Terme di Bognanco.

### Simboli
Lo stemma del comune di Netro è stato riconosciuto con decreto del capo del governo del 12 luglio 1935.
Il gonfalone è un drappo di giallo.

## Monumenti e luoghi d'interesse

### La chiesa di Santa Maria Assunta
Il monumento più rilevante è la pieve romanica di Santa Maria Assunta, risalente all'XI secolo. Attorno all'edificio - inizialmente posto al centro dell'antico abitato - si è successivamente sviluppato il cimitero di Netro.
Originariamente la chiesa era provvisto di una sola navata, con piccolo presbiterio posto in un'abside semicircolare. Tra l'XI ed il XIII secolo, come testimoniano le tracce dell'antica costruzione visibili sulla facciata in pietra, l'edificio fu alzato ed ampliato mediante la costruzione di due navate laterali culminanti in altrettanti absidi. All'interno della chiesa si trovano resti di affreschi posti nel catino dell'abside centrale realizzati nel 1425.
Fino al 1621 Santa Maria Assunta è stata la chiesa parrocchiale di Netro. Nel Seicento il nucleo principale del paese si spostò più a monte e la chiesa di Santa Maria Assunta perse progressivamente di importanza. Nella sua funzione attuale di chiesa cimiteriale venne completamente restaurata nel 1985.

## Società

### Evoluzione demografica
Abitanti censiti

## Cultura

### Leggende
Esiste una leggenda popolare antica sui cosiddetti "Pè D'Oca".
 Tanto tempo fa i netresi videro del fumo di un fuoco provenire dalle montagne vicino a un luogo che si chiama Roc Delle Fate. Subito pensarono che si trattasse di un gruppo di stranieri che si era stabilito lì. Dopo un po' un netrese prese coraggio, andò nell'orto e raccolse delle verdure e s'incamminò su per la montagna. Quando arrivò dagli stranieri, offrì loro le verdure, loro ringraziarono tanto e, per contraccambiare, gli diedero un sacchetto pieno d'oro. La notizia dell'oro si sparse velocemente e ben presto si formò una fila di persone che volevano donare la loro verdura in cambio di un sacchetto d'oro. I Pè D'Oca dissero ai netresi che gli avrebbero svelato il segreto per trovare l'oro, e tutta Netro si felicitò moltissimo.
 Ma una cosa in particolare incuriosiva i netresi: il motivo per cui quelle persone portavano sempre delle vesti lunghe. Per rispondere a questa domanda organizzarono uno scherzo: invitarono gli stranieri ad un ballo, questi accettarono e prepararono dei sacchetti d'oro come ringraziamento. Verso sera tutto era pronto ed il ballo ebbe inizio. Al suono delle campane della chiesa tutti i tombini furono chiusi e l'acqua inondò la piazza dove si svolgeva la festa. I Pè d'Oca alzarono le vesti per non bagnarle e così tutti videro che avevano i piedi d'oca. I Pè D'Oca arrabbiati se ne andarono, ma prima dissero: "I Pè D'Oca se ne andranno, ma i netresi se ne pentiranno". Così i Pè D'Oca se ne andarono ed i Netresi non scoprirono mai il segreto del loro oro.

## Economia
Il comune è località di villeggiatura ed è sede di industrie metalmeccaniche. Sono tuttora presenti antiche fucine, con produzione artigianale di serrature e saltarelli in ferro battuto tramite l'utilizzo di antichi strumenti quali la forgia e il maglio. Nelle ex officine Rubino (fondate all'inizio del secolo scorso dai netresi Ernesto e Colombo Rubino) è posta la sede dell'"Ecomuseo del Ferro". Sopravvive ancora un vecchio mulino ad acqua in località Sareja (Agriturismo Mulin 'dla Sareja) che macina la farina la quale viene venduta anche a New York ed in Giappone.

## Amministrazione
Di seguito è presentata una tabella relativa alle amministrazioni che si sono succedute in questo comune.
| Periodo        | Periodo        | Primo cittadino                       | Partito                | Carica  | Note  |
| -------------- | -------------- | ------------------------------------- | ---------------------- | ------- | ----- |
| 24 aprile 1995 | 14 giugno 1999 | Fausto Governato Greggio              | lista civica           | Sindaco | [ 7 ] |
| 14 giugno 1999 | 14 giugno 2004 | Agostino Bonino                       | lista civica           | Sindaco | [ 7 ] |
| 14 giugno 2004 | 8 giugno 2009  | Agostino Bonino                       | lista civica           | Sindaco | [ 7 ] |
| 8 giugno 2009  | 26 maggio 2014 | Tiziana Pasquale In Governato Greggio | lista civica           | Sindaco | [ 7 ] |
| 26 maggio 2014 | in carica      | Tiziana Pasquale                      | lista civica Per Netro | Sindaco | [ 7 ] |

### Altre informazioni amministrative
Il comune apparteneva alla Comunità montana Alta Valle Elvo, soppressa nel 2009 e confluita, insieme alla Comunità montana Bassa Valle Elvo, nella Comunità montana Valle dell'Elvo.

## Galleria d'immagini

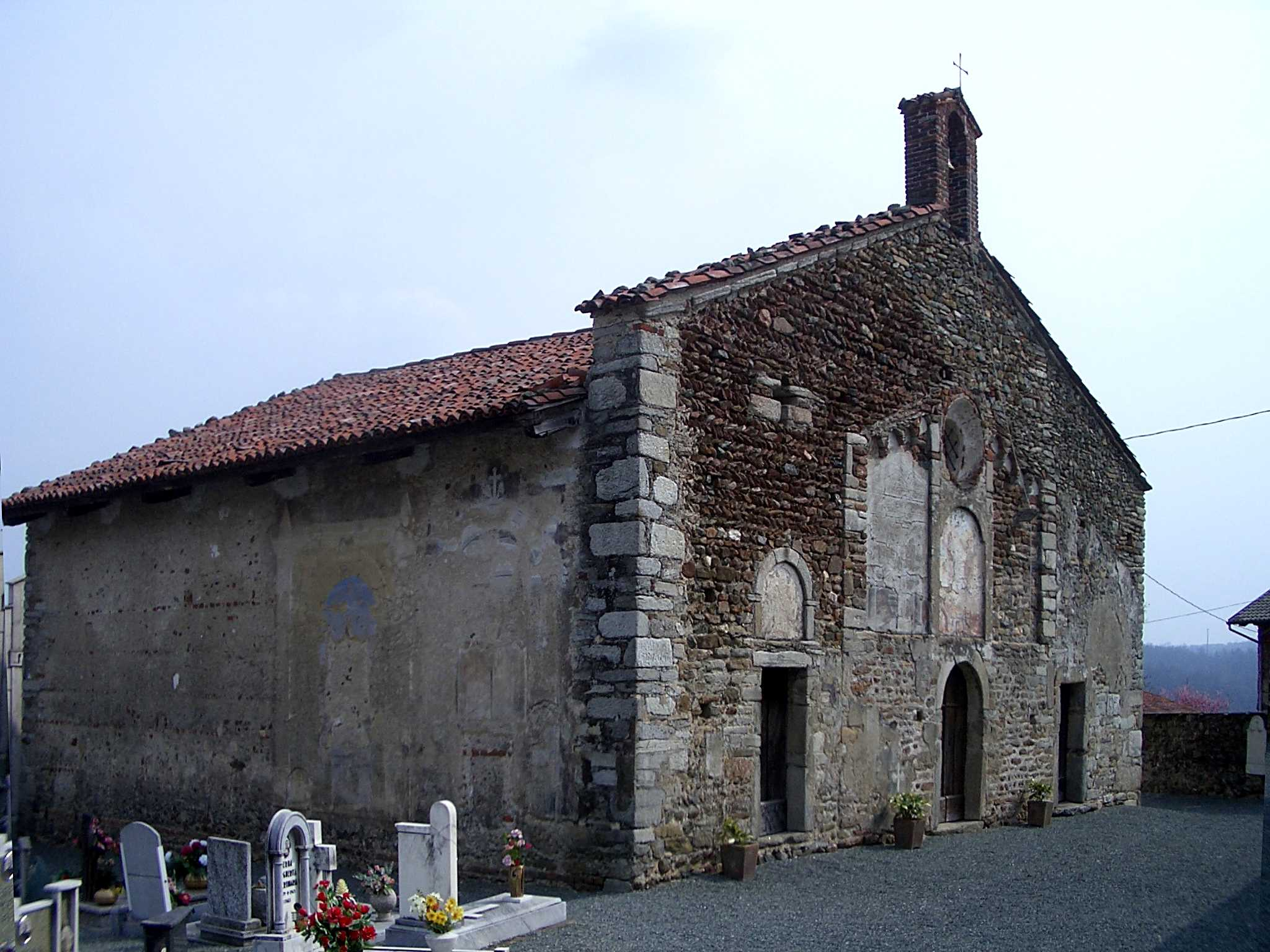
La facciata della pieve romanica di Santa Maria Assunta
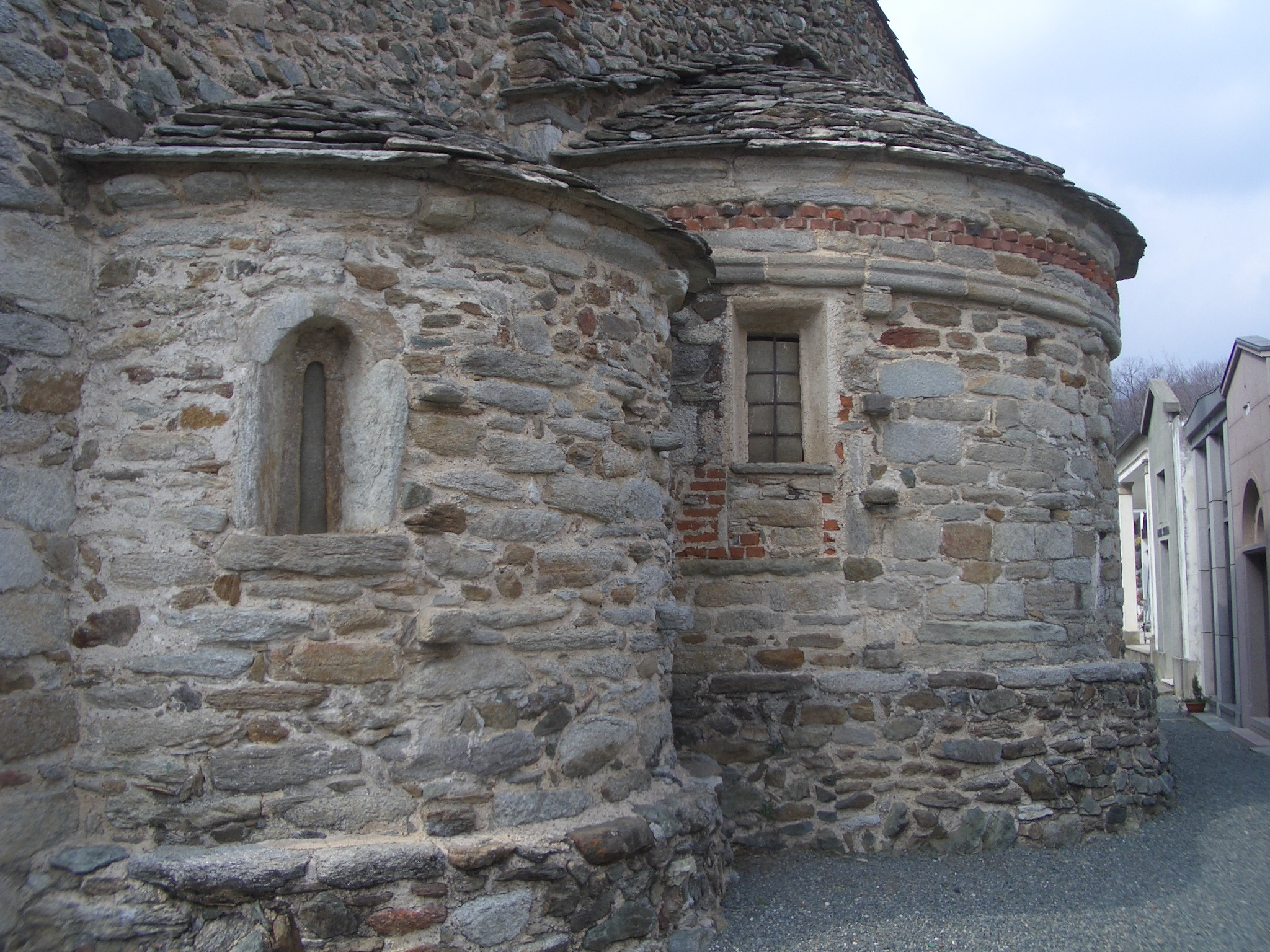
Absidi romaniche di Santa Maria Assunta
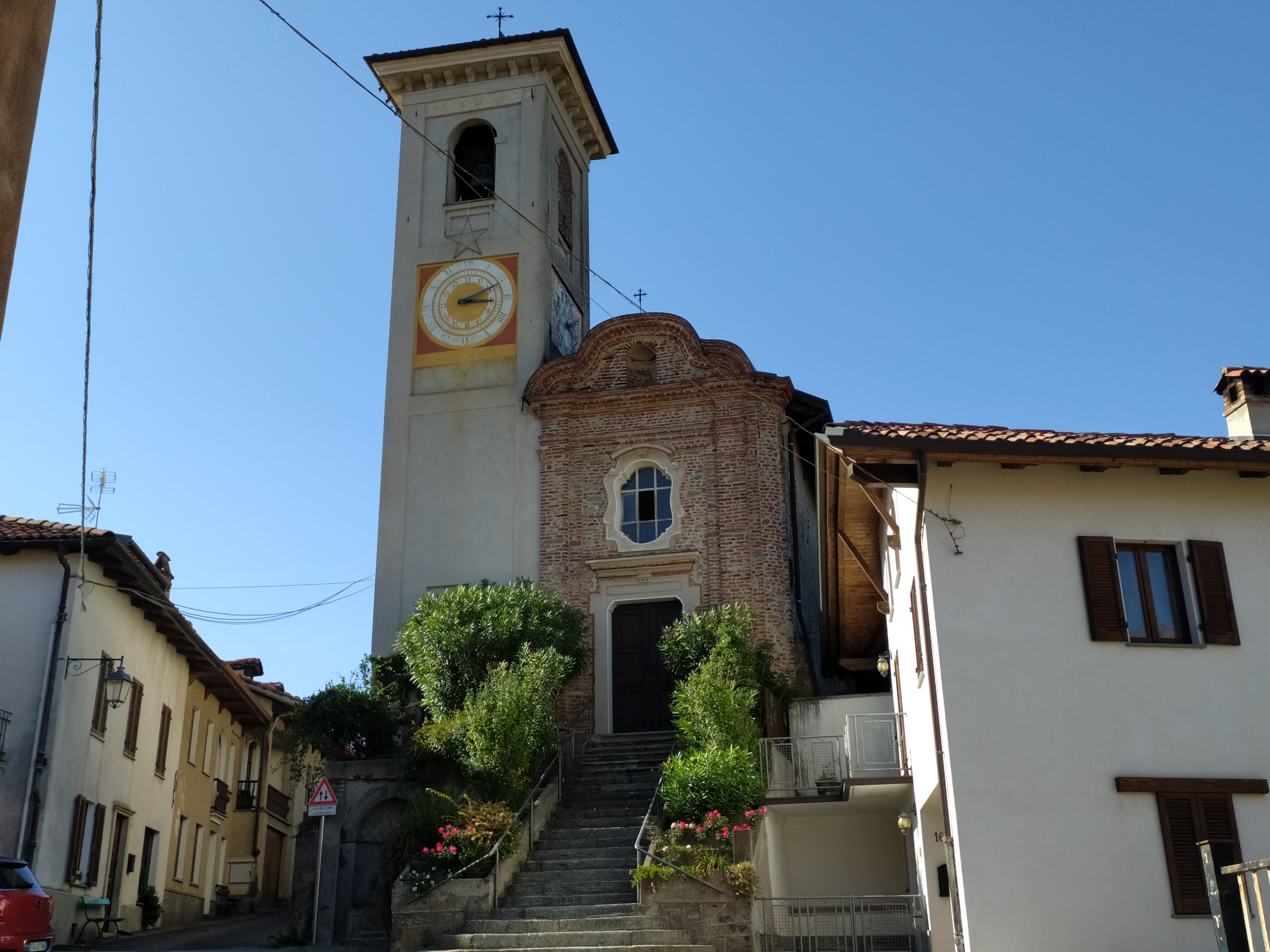
Oratorio di S.Rocco
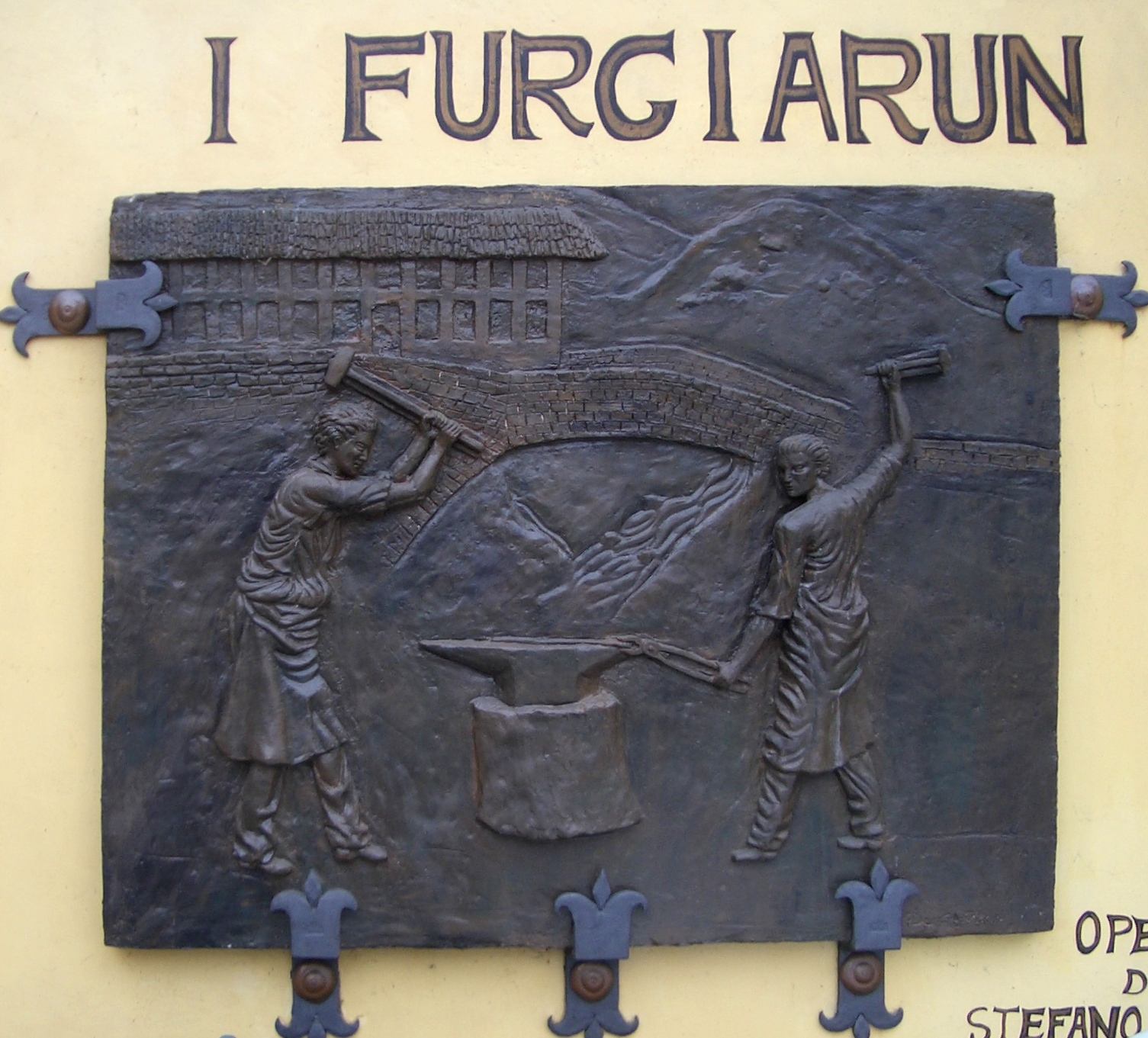
Bassorilievo di cemento armato smaltato eseguito dallo scultore Stefano De Chirico